# Minuit, place Pigalle (film, 1934)
Pour les articles homonymes, voir Minuit, place Pigalle.
Pour plus de détails, voir Fiche technique et Distribution.
Minuit, place Pigalle est un film français réalisé par Roger Richebé, sorti en 1934.

## Synopsis
Un maître d'hôtel plein aux as décide de prendre sa retraite mais lorsque sa femme le quitte, il retourne vivre à Paris. Se ruinant au jeu, il est obligé de travailler comme plongeur dans l'hôtel qu'il a dirigé. Quelque temps plus tard, sa filleule qui s'est mariée avec un jeune homme fortuné, lui permet de redevenir le maître d'hôtel.

## Fiche technique
- Titre : Minuit, place Pigalle
- Réalisation : Roger Richebé
- Scénario : adaptation du roman éponyme de Maurice Dekobra
- Dialogues : Henri Falk
- Musique : Paul Misraki et Vincent Scotto
- Photographie : Enzo Riccioni et André Dantan[1] (1896–1959)
- Montage : Jean Mamy
- Société de production : Société parisienne du film parlant
- Pays de production :  France
- Format : Noir et blanc - Mono - 35 mm
- Genre : Comédie
- Durée : 100 minutes[2]
- Date de sortie : 5 octobre 1934[2]

## Distribution
- Raimu : Monsieur Prosper
- Hélène Robert : Denise
- Colette Darfeuil : Charlotte
- Roger Tréville : Pierre
- Lyne Clevers : Georgette
- Marcel Barencey
- Jean Brochard
- Raymond Dandy
- Gaston Dubosc
- Paul Faivre
- Henri Farty
- Ginette Leclerc : Irma
- Paul Marthès
- Marcel Maupi
- André Mauprey
- Maximilienne : Louise
- Germaine Michel
- Alexandre Mihalesco
- Auguste Mouriès
- Robert Ozanne
- Lucien Raimbourg
- Emile Riandreys
- Robert Vattier
- Louis Zellas
- Annette Poivre[2]
- Charles Redgie

## Autour du film
- Le tournage s'est déroulé à Avignon dans le département de Vaucluse (département)[réf. souhaitée].